# Pomysłowy Dobromir
Pomysłowy Dobromir – polski dobranockowy serial animowany tworzony w latach 1973–1975. Wyprodukowano 20 dziesięciominutowych odcinków. Nakręcono je w warszawskim Studiu Miniatur Filmowych.

## Postacie
- Dobromir (młody inżynier racjonalizator)
- Dziadek (przyjazny sceptyk i pomocnik)
- Ptaszek (najprawdopodobniej szpak, postać komiczna)

Akcja serialu toczy się na polskiej wsi. W każdym odcinku Dobromir stara się wynaleźć urządzenie, które pozwoli uprościć wykonywanie wybranej kłopotliwej czynności.
Jak w prawie wszystkich polskich kreskówkach (z wyjątkiem filmów pełnometrażowych), postacie są nieme, choć okazjonalnie wydają pewne dźwięki, np. ptaszek gwiżdże z podziwu, patrząc na każdy nowy wynalazek Dobromira, a sam Dobromir gwiżdże melodię w czołówce. W odcinkach z 1973 roku brakuje jeszcze dźwięku, kiedy Dobromir wykrzykuje swoje „Eureka!”, czy też „Juhu!” po dokonaniu wynalazku.

## Spis odcinków
| Nr | Tytuł               | Rok produkcji | Kod |
| -- | ------------------- | ------------- | --- |
| 1  | Mechaniczna igła    | 1973          | 2   |
| 2  | Pracowity nosiwoda  | 1973          | 1   |
| 3  | Szczekający talerz  | 1973          | 8   |
| 4  | Żywy obrazek        | 1973          | 13  |
| 5  | Budzik              | 1974          | 16  |
| 6  | Drukowane kwiaty    | 1974          | 18  |
| 7  | Kolorowy promyk     | 1974          | 3   |
| 8  | Muzyczne popołudnie | 1974          | 6   |
| 9  | Pomidory            | 1974          | 11  |
| 10 | Skrzydlate marzenia | 1974          | 20  |
| 11 | Sposoby na ciężary  | 1974          | 9   |
| 12 | Uniwersalny pojazd  | 1974          | 10  |
| 13 | Wodociąg            | 1974          | 19  |
| 14 | Budowa domu         | 1975          | 7   |
| 15 | Mechaniczne zamki   | 1975          | 14  |
| 16 | Miodobranie         | 1975          | 5   |
| 17 | Pożyteczne śmigło   | 1975          | 12  |
| 18 | Turbina             | 1975          | 4   |
| 19 | Zimowy ogród        | 1975          | 15  |
| 20 | Żniwa               | 1975          | 17  |